# Yamandú Acosta
Yamandú Acosta Roncagliolo (Montevideo; 22 de marzo de 1949) es un filósofo, escritor y profesor universitario uruguayo, cuya producción académica contempla la realidad latinoamericana desde una perspectiva filosófica crítica. Ha trabajado en las áreas de filosofía latinoamericana, el sujeto y la democracia y los derechos humanos.

## Biografía

### Formación  y actuación académica
Se graduó como profesor de filosofía en el Instituto de Profesores Artigas y obtuvo la maestría en Ciencias Humanas, opción Estudios Latinoamericanos, por la Facultad de Humanidades y Ciencias de la Educación. Se desempeña como profesor titular del Instituto de Historia de las Ideas de la Facultad de Derecho y profesor adjunto e investigador del Centro de Estudios Interdisciplinarios Latinoamericanos de la FHCE.
El proyecto 'Nuevas democracias y otra democracia en América Latina', desarrollado en el marco de su actividad universitaria, proporcionó el marco de referencia para su tercer libro Filsosofía Latinoamericana y democracia en clave de Derechos Humanos, donde muestra el compromiso y la sensibilidad frente a la realidad latinoamericana así como gran rigurosidad conceptual.

## Sobre el pensamiento crítico y la filosofía de la liberación
La obra está en la línea teórica de la filosofía de la liberación, movimiento intelectual que surge en Argentina a principios de la década del 70, para extenderse luego al resto de Latinoamérica, con autores como Arturo Andrés Roig y Enrique Dussel. Se trata de una expresión paradigmática del carácter crítico de la filosofía, que no es exclusivo de la filosofía latinoamericana.

El pensamiento crítico latinoamericano aporta un marco categorial para entender la realidad de esta región. Los antecedentes occidentales son el marxismo y la Escuela de Frankfurt, entre otros. En América Latina, son aquellas construcciones como la teología de la liberación o la teoría de la dependencia. Esas dos corrientes se amalgaman en el pensamiento crítico. Pero también entran nuevos desarrollos que tiene como interlocutores a procesos sociales y políticos novedosos y distintos a la década de los sesenta.
Yamandú Acosta

## Publicaciones

### Artículos, compilaciones y obras colaborativas
Ha publicado artículos de filosofía, historia de las ideas y estudios latinoamericanos en Alemania, Argentina, Brasil, Canadá, Colombia, Costa Rica, Chile, Estados Unidos, España, México, Paraguay, Uruguay y Venezuela. Sus trabajos se encuentran en Revista de filosofía, Pasos, Ciencia Política, Realidad: Revista de Ciencias Sociales y Humanidades, Anuario de la Facultad de Derecho de la Universidad de la República, Revista Latinoamericana, Revista internacional de filosofía iberoamericana y teoría social, Cuadernos Americanos: Nueva Época, Confluencia: Revista hispánica de cultura y literatura, Cuyo: Anuario de filosofía argentina y americana, Utopía y praxis latinoamericana: revista internacional de filosofía iberoamericana y teoría social, Prisma.
Sus tareas de compilación junto a Álvaro Rico y José de la Fuente contemplan obras de autores uruguayos y latinoamericanos, desde la filosofía de pensamiento crítico, que también se encuentra en sus colaboraciones en obras colectivas.

### Libros
- Sujeto y democratización en el contexto de la globalización - año 2005.[11]
- Filosofía latinoamericana y democracia en clave de Derechos Humanos - año 2008.[12]
- Pensamiento uruguayo. Estudios latinoamericano de historia de las ideas y filosofía de la práctica  - año 2010. Editorial Nordan Comunidad.[13]
- Pensamiento crítico y sujetos colectivos en América Latina. Trilce. - año 2011.[14][15]

## Distinciones

### Premios
Su libro Sujeto y democratización en el contexto de la globalización resultó ganador del premio Pensamiento de América Leopoldo Zea.